# Jan Hoffrichter
Jan Hoffrichter (* 8. Juni 1980 in Gießen) ist ein deutscher Faustballer.
Als Zuspieler wurde der aus Gießen stammende Jan Hoffrichter  im Faustball mit dem TV Westfalia Hamm zwei Mal deutscher Meister sowie Europapokalsieger 2006. Bei Endrunden der sechs besten deutschen Vereine hat Hoffrichter außerdem in früheren Jahren mit dem MTV Diepenau und TuS Rot-Weiß Koblenz teilgenommen, wobei er in Koblenz an der Seite seines sieben Jahre älteren Bruders Dirk spielte und dreimal das Finale erreichte. Bei der Weltmeisterschaft 2003 erreichten die Deutschen mit Hoffrichter nach der Niederlage gegen Gastgeber Brasilien die Silbermedaille. Auch im Jahr Weltmeisterschaft 2007 erfüllte sich die Hoffnung auf den Gewinn des WM-Titels nicht. Dieser dritte Platz beim Heim-Turnier in Oldenburg und Umgebung stellte bisher das schwächste WM-Ergebnis der deutschen Faustballer in der Weltmeisterschafts-Geschichte dar.
Nach seinem Wechsel aus der ersten Bundesliga Nord in die erste Liga Süd hatte Hoffrichter ein weiteres Heimspiel. Bei der Europameisterschaft 2008 in Stuttgart-Stammheim kam der Zuspieler mit Deutschland über den dritten Platz nicht hinaus. Mit der Feldrunde 2008 an übernahm Hoffrichter das Amt des Spielertrainers beim TV Stammheim. Allerdings konnte er nach der Europameisterschafts-Pause aufgrund einer Knieoperation nicht mehr aktiv in den Abstiegskampf eingreifen. Nach Abschluss seines Studiums an der Fachhochschule Osnabrück (Fahrzeugwesen) lebt Hoffrichter in Kornwestheim, vor den Toren Stuttgarts. In der baden-württembergischen Landeshauptstadt hat er eine Stelle bei Bosch in Stuttgart-Feuerbach angetreten. Hoffrichters persönliche Homepage war im Rahmen eines Studien-Projekts entstanden.
Der Stammverein des 28-fachen Nationalspielers Hoffrichter ist der nahe Gießen beheimatete SKG Rodheim-Bieber. Sein Vater Bernhard Hoffrichter fungierte bis zu seinem Tod im November 2017 als Schiedsgerichtsvorsitzender und als Landesfachwart Faustball in Hessen, außerdem war er Inhaber der A-Lizenz als Schiedsrichter. In den 1970er Jahren hatte Vater Hoffrichter als Spieler des MTV Gießen ebenfalls an einer Endrunde um die deutsche Meisterschaft teilgenommen.